# Кешлак-е Анджілаванд-е Софла
Кешлак-е Анджілаванд-е Софла (перс. قشلاق انجيلاوندسفلي) — село в Ірані, у дегестані Таразнагід, у Центральному бахші, шагрестані Саве остану Марказі. За даними перепису 2006 року, його населення становило 77 осіб, що проживали у складі 21 сім'ї.

## Клімат
Середня річна температура становить 18,91 °C, середня максимальна – 38,54 °C, а середня мінімальна – -2,85 °C. Середня річна кількість опадів – 250 мм.
| Клімат поселення                              | Клімат поселення | Клімат поселення | Клімат поселення | Клімат поселення | Клімат поселення | Клімат поселення | Клімат поселення | Клімат поселення | Клімат поселення | Клімат поселення | Клімат поселення | Клімат поселення | Клімат поселення |
| Показник                                      | Січ.             | Лют.             | Бер.             | Квіт.            | Трав.            | Черв.            | Лип.             | Серп.            | Вер.             | Жовт.            | Лист.            | Груд.            |                  |
| Середній максимум, °C                         | 13,32            | 15,73            | 19,88            | 26,70            | 32,08            | 37,26            | 38,54            | 37,72            | 33,56            | 26,30            | 19,32            | 13,47            |                  |
| Середня температура, °C                       | 5,24             | 7,64             | 11,80            | 18,62            | 23,99            | 29,16            | 32,12            | 31,33            | 27,15            | 19,90            | 12,92            | 7,07             |                  |
| Середній мінімум, °C                          | −2,85            | −0,45            | 3,70             | 10,52            | 15,90            | 21,08            | 25,72            | 24,92            | 20,74            | 13,49            | 6,52             | 0,66             |                  |
| Норма опадів, мм                              | 41               | 36               | 40               | 26               | 17               | 4                | 1                | 1                | 2                | 18               | 27               | 37               |                  |
| Середньомісячна швидкість вітру, м/с          | 1.72             | 2.28             | 2.73             | 3.20             | 3.00             | 3.00             | 3.10             | 2.98             | 2.50             | 2.24             | 1.95             | 1.82             |                  |
| Середньомісячна сонячна радіація, кДж/м²·день | 9393             | 12128            | 14768            | 18252            | 22228            | 26036            | 25498            | 23487            | 20032            | 14918            | 11067            | 8858             |                  |
| --------------------------------------------- | ---------------- | ---------------- | ---------------- | ---------------- | ---------------- | ---------------- | ---------------- | ---------------- | ---------------- | ---------------- | ---------------- | ---------------- | ---------------- |
| Джерело:                                      |                  |                  |                  |                  |                  |                  |                  |                  |                  |                  |                  |                  |                  |